# Deidesheimer Hof
Der Deidesheimer Hof in der pfälzischen Landstadt Deidesheim ist eine Hofanlage des frühen 18. Jahrhunderts, die in der Denkmalliste des Landes Rheinland-Pfalz als Einzeldenkmal eingetragen ist. Das Gebäude steht am Marktplatz in der Ortsmitte und beherbergt heute ein Hotel mit zwei Restaurants.
Bekanntheit erlangte der Deidesheimer Hof durch Besuche des damaligen Bundeskanzlers Helmut Kohl, der internationale Staatsgäste hier bewirten ließ.

## Geschichte
Das Gebäude gehörte früher wohl zum benachbarten Dienheimer Hof, der unter anderem im Besitz der Fürstbischofe von Speyer war. Nach der Französischen Revolution ging er in Privatbesitz über. Das Anwesen war später das Stammhaus der Firma Eckel, einer großen Weinkellerei, die auch Sektkellereien in  Frankreich betrieb. Sie wurde 1867 von Fritz Eckel, der später zum Kommerzienrat ernannt wurde, und seinem Bruder Henry gegründet. Ab 1901 hatte die Weinkellerei ihren Sitz in der Villa Buhl. In den 1920er kaufte die Winzergenossenschaft Deidesheim das Anwesen und betrieb hier ein Restaurant. 1952 wurde das Gebäude zu einem Hotel ausgebaut.
Der Deidesheimer Hof wurde 1971 von der jetzigen Eigentümerfamilie übernommen. Das Hotel wurde 2001 um den benachbarten Dienheimer Hof erweitert. Ebenfalls 2001 wurde der Deidesheimer Hof als Fünf-Sterne-Hotel der Deutschen Hotelklassifizierung ausgezeichnet. Zum Deidesheimer Hof gehören die Restaurants „St. Urban“ und „Schwarzer Hahn“; das letztere wird seit 2022 unter Stefan Neugebauer und Felix Jarzina mit einem Michelinstern ausgezeichnet.
Bekannt wurde der Deidesheimer Hof durch Besuche von internationaler Politprominenz, die Helmut Kohl bei Staatsbesuchen hier bewirten ließ, darunter das spanische Königspaar Juan Carlos I. und Sophia von Griechenland, der sowjetische Präsident Michail Gorbatschow, der russische Präsident Boris Jelzin, die britische Premierministerin Margaret Thatcher und der französische Staatspräsident Jacques Chirac. Chefkoch des Deidesheimer Hofs war damals Manfred Schwarz. Zur Menüfolge gehörte häufig Pfälzer Saumagen, vor allem bei den früheren Staatsbesuchen; später – nachdem der Saumagen des Öfteren bei der Presseberichterstattung thematisiert worden war – wurden andere Gerichte serviert.

## Gebäude

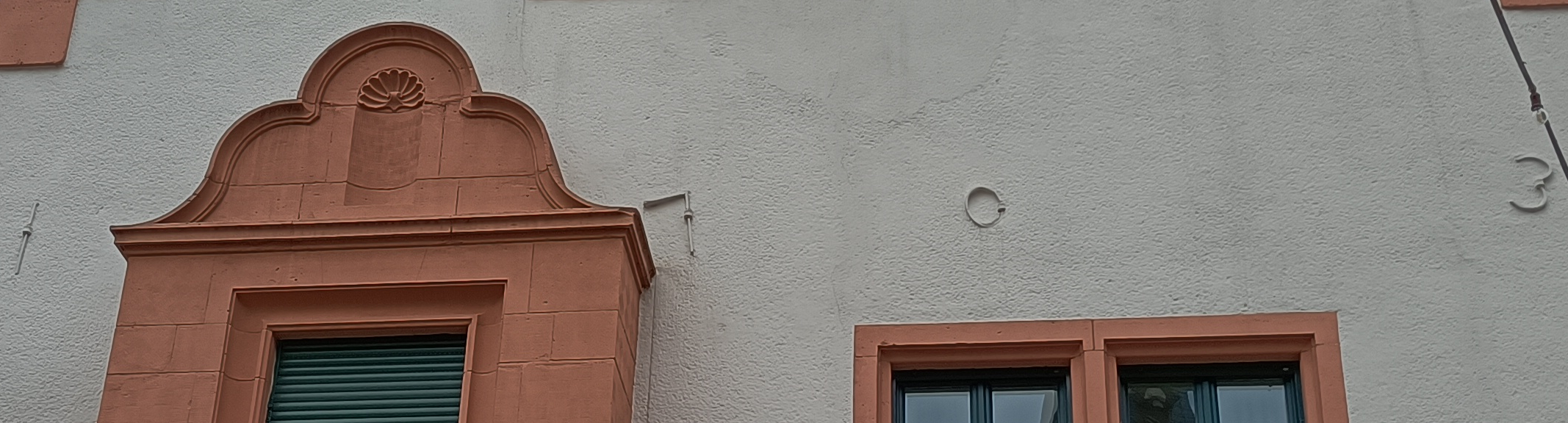
Ankerzahlen 1703 an der Westfassade

Der Deidesheimer Hof hat die Adresse Weinstraße 29 und befindet sich am Marktplatz im historischen Stadtkern Deidesheims; westlich am Gebäude vorbei verläuft die Deutsche Weinstraße. Es ist ein platzbildprägendes Gebäude, bedeutsam als Gegenpart zur Baugruppe von Rathaus und Ulrichskirche auf der Westseite des Marktplatzes. In seinem Kern ist das Anwesen, eine barocke Hofanlage, auf einen Neubau zu Beginn des 18. Jahrhunderts zurückzuführen; an der westlichen Giebelfront und beim Kellereingang findet man die Jahreszahl 1703. Das Gebäude wurde bei einem Brand 1904 beschädigt und unter der Leitung des Münchener Architekten Gabriel von Seidl wiederhergestellt. Aus dieser Zeit stammen auch die markanten Giebel und Erker im Stile der Neurenaissance. Die Nische in der südwestlichen Ecke des Gebäudes, in der eine Marienfigur steht, entstand um 1710.
Unter dem Deidesheimer Hof sind mächtige tonnengewölbte Keller. Der sich direkt an den Deidesheimer Hof anschließende Dienheimer Hof an war einst mit einem langen Ringkeller unterirdisch verbunden. Der Keller verlief unter beiden Gebäuden, reichte von der Schloßstraße bis zur Weinstraße. Nachdem der Besitz aufgeteilt worden war, wurde in dem Keller eine Mauer zur Abgrenzung errichtet.

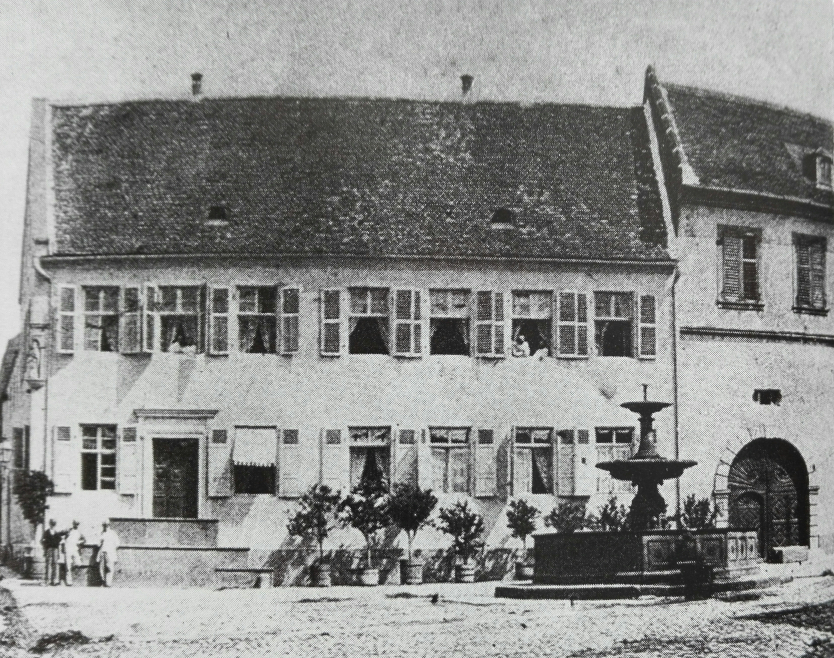
Bild des Hauses um 1900. Anstelle des heutigen Wappenzimmers im Nachbargebäude war damals eine Durchfahrt.

Bemerkenswert ist auch das Wappenzimmer des Deidesheimer Hofs, das in das benachbarte Hauptgebäude des Dienheimer Hofs hineinreicht. 1902 erwarb der Eigentümer des Deidesheimer Hofs eine Durchfahrt zum Innenhof an dieser Stelle; das Überbaurecht hatte der Eigentümer des Dienheimer Hofs. 1952 wurde anstelle der Durchfahrt das mit einer Neorenaissance-Ausstattung versehene Wappenzimmer angelegt, so dass nun beide Gebäude förmlich ineinander verzahnt waren.
Die Außentreppe zum Marktplatz hin wurde in den 1970er-Jahren angelegt, früher war hier eine zweiarmige Freitreppe.